# F.O. Beijers Mekaniska Verkstad

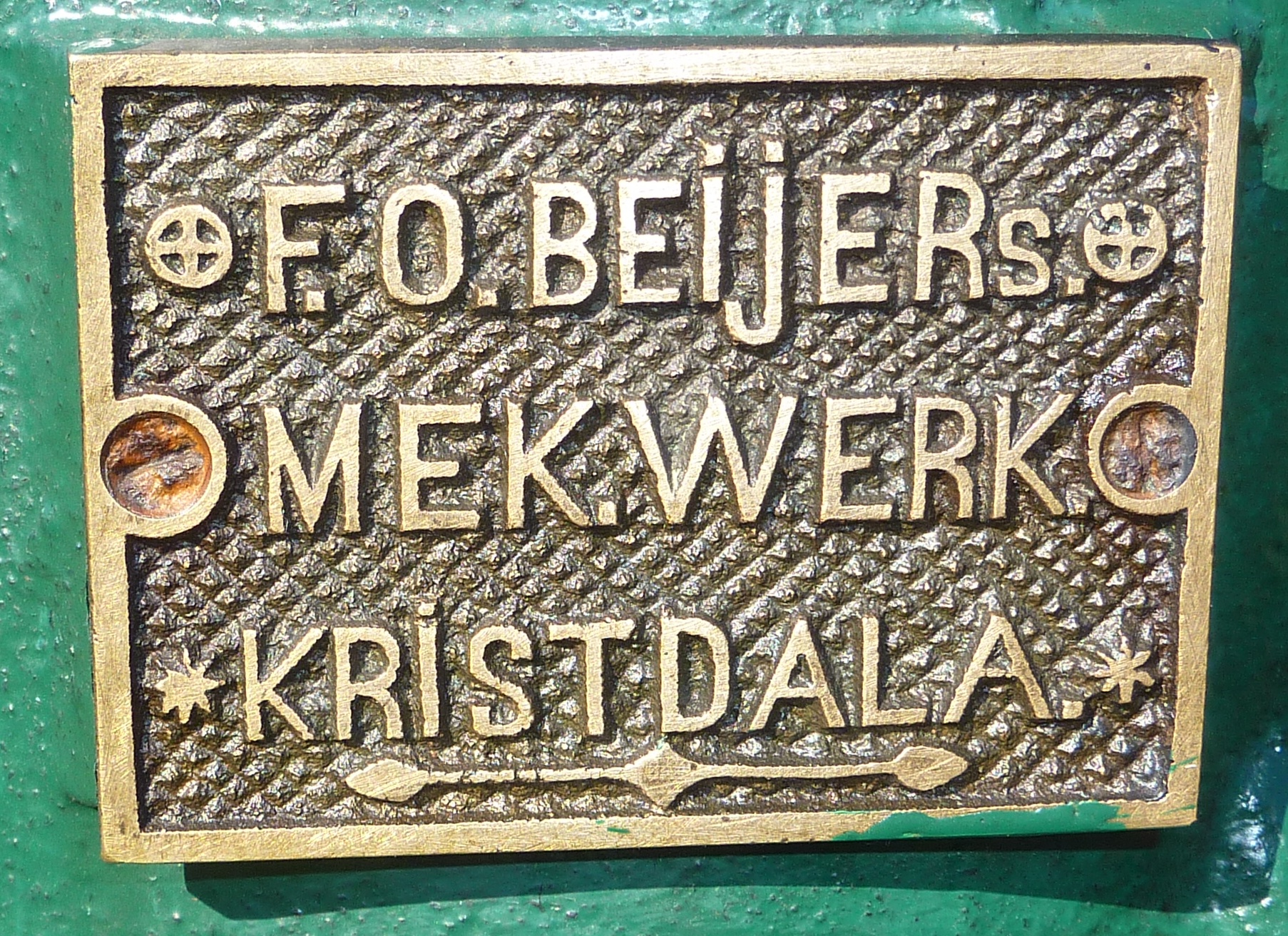
Motorskylt till den äldsta kända FO Beijern från 1908

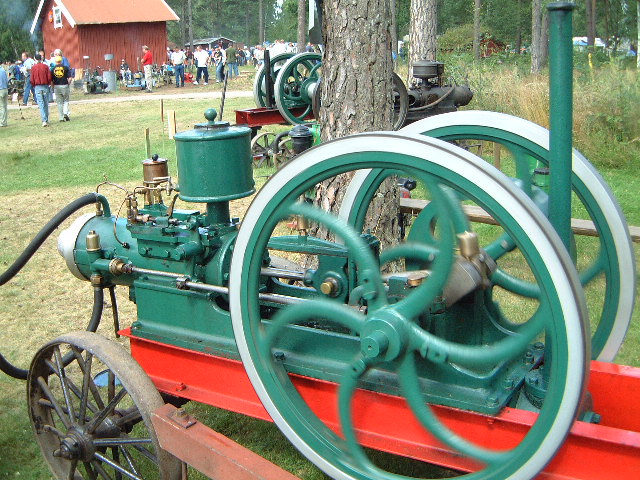
F.O. Beijer 1908. Äldsta motorn efter delningen. nu med bröd Pihl, Kristdala

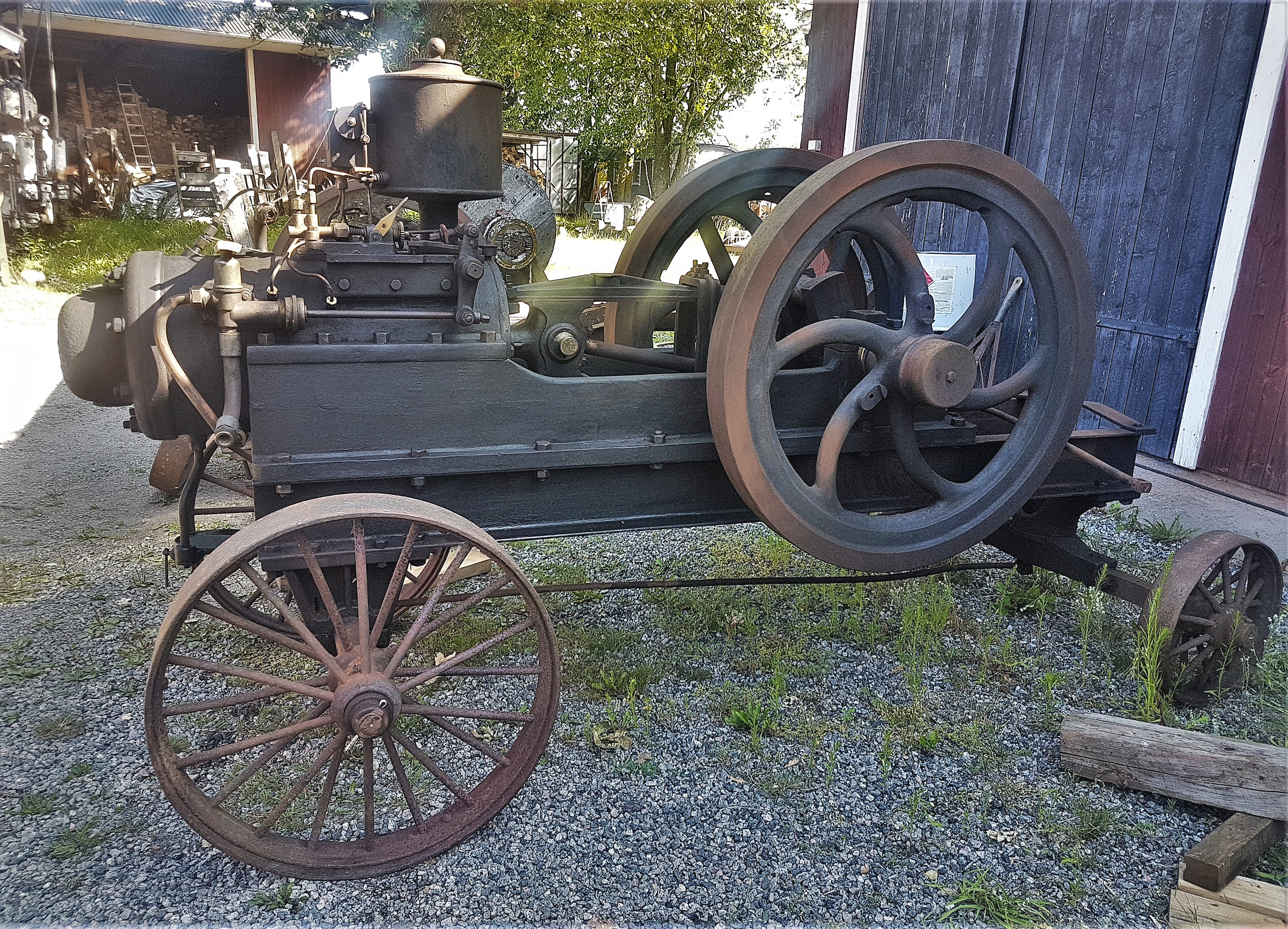
Första 20 hk motorn från FOB, 1914, nu vid RUBENS, Götene

F.O. Beijers Mekaniska Verkstad var en tillverkare av tändkulemotorer i Kristdala, som grundades 1896 av bröderna Nils August Beijer (1866-1948) och Frans Oskar Beijer (1876-1959) i Stensjöholm, mellan Mörlunda och Kristdala. Beijers första motor tillverkades i soldattorpet Stensjöholm 1896, de flyttade in till Kristdala, till Falkes Bryggeri, år 1901. Verkstaden hette fram till delningen 1907, N.A.Beijers mekaniska Verkstad. I maj 1908, är Nils August Beijer igång med sin nya verkstad i Vimmerby, under namnet N.A. Beijers Mek Verkstad. Frans Oskar stannar kvar i Kristdala och fortsätter driften under namnet F.O. Beijers Mekaniska Verkstad. I parallellitet med Brodern i Vimmerby byter man namn till F.O. Bejiers motorfabrik under 1920 talet
Driften togs över av brorsonen Manne Beijer på 1930-talet. Verkstaden upphörde 1965 och revs 1970.